# Баха Абдель-Рахман
Баха Абдель-Рахман Сулейман (араб. بهاء عبد الرحمن سليمان, нар. 5 січня 1987, Амман) — йорданський футболіст, що грає на позиції півзахисника за клуб «Аль-Файсалі» (Амман) та національну збірну Йорданії.

## Клубна кар'єра
У дорослому футболі дебютував 2005 року виступами за команду клубу «Аль-Файсалі» (Амман), з якою й зв'язав більшу частину своєї футбольної кар'єри. Кар'єру в «Аль-Файсалі» переривав лише нетривалими періодами виступів у Саудівській Аравії за «Аль-Аглі» і «Аль-Таавун», а також грою за йорданський «Тат Рас» протягом 2013—2014 років.
Відтоді лишається гравцем «Аль-Файсалі».

## Виступи за збірні
Протягом 2006—2008 років залучався до складу молодіжної збірної Йорданії.
2008 року дебютував в офіційних матчах у складі національної збірної Йорданії. 2018 року провів свою 100-ту гру за національну команду.
У складі збірної був учасником кубка Азії з футболу 2011 року у Катарі, кубка Азії з футболу 2019 року в ОАЕ. У грі 1/8 фіналу відкрив рахунок у грі проти В'єтнаму, а згодом реалізував свою спробу у серії післяматчевих пенальті, проте суперники виявилися вправнішими, і пройти до чвертьфіналів континентальної першості йорданцям не вдалося.
| Дата       | Місто   | Господарі | Результат | Гості    | Турнір                     | Голи | Примітки |
| ---------- | ------- | --------- | --------- | -------- | -------------------------- | ---- | -------- |
| 06-01-2019 | Аль-Айн | Австралія | 0 – 1     | Йорданія | Кубок Азії 2019 - 1-й етап | -    |          |
| 10-01-2019 | Аль-Айн | Йорданія  | 2 – 0     | Сирія    | Кубок Азії 2019 - 1-й етап | -    |          |
| 15-01-2019 | Аль-Айн | Палестина | 0 – 0     | Йорданія | Кубок Азії 2019 - 1-й етап | -    |          |
| Усього     |         | Матчів    | 3         |          | Голів                      | 0    |          |

## Титули і досягнення
- Чемпіон Йорданії (3):

«Аль-Файсалі»: 2009-10, 2011-12, 2016-17
- Володар Кубка Йорданії (4):

«Аль-Файсалі»: 2007-08, 2011-12, 2014-15, 2016-17
- Володар Суперкубка Йорданії (6):

«Аль-Файсалі»: 2006, 2008, 2010, 2011, 2015, 2017